# Bianrifi Tarmidi
Bianrifi Tarmidi (ur. 1958) – komoryjski polityk, premier Komorów od 1999 do 2000.

## Życiorys
Pochodzi z wyspy Mwali. Powołany na reaktywowane stanowisko premiera w grudniu 1999, kilka miesięcy po zamachu stanu przeprowadzonym przez Azaliego Assoumaniego w celu odciążenia sytuacji politycznej w kraju i poprawienia relacji z zagranicą. Nie sprawował realnej władzy wobec autorytarnych metod Assoumaniego. W listopadzie 2000 roku zastąpił go Hamada Madi Bolero. Został następnie ministrem sprawiedliwości w autonomicznym rządzie Mohéli, w 2016 kandydował na gubernatora wyspy.